# Campionatul Naţional de Fotbal American 2019
Il Campionatul Naţional de Fotbal American 2019 è la 10ª edizione del campionato di football americano di primo livello, organizzato dalla FRFA.

## Squadre partecipanti
| Club               | Città       | Stadio | Sponsor ufficiale | Risultato nella stagione 2018 |
| ------------------ | ----------- | ------ | ----------------- | ----------------------------- |
| Bucharest Rebels   | Bucarest    |        |                   |                               |
| Cluj Crusaders     | Cluj-Napoca |        |                   |                               |
| Mures Monsters     | Târgu Mureș |        |                   |                               |
| Reșița Locomotives | Reșița      |        |                   |                               |
| Timișoara 89ers    | Timișoara   |        |                   |                               |

## Stagione regolare

### Calendario

#### 1ª giornata
| Timișoara 30 marzo 2019, ore 16:00 | Timișoara 89ers | 29 – 20 referto | Bucharest Rebels | CSS Bega |

| Cluj-Napoca 31 marzo 2019, ore 12:00 | Mures Monsters | 0 – 60 | Cluj Crusaders | Parc Sportiv Universitar |

#### 2ª giornata
| Reșița 13 aprile 2019, ore 17:00 | Reșița Locomotives | 7 – 0 referto | Mures Monsters | Stadionul Gloria |

| Cluj-Napoca 14 aprile 2019, ore 14:00 | Cluj Crusaders | 21 – 0 referto | Timișoara 89ers | Parc Sportiv Universitar |

#### 3ª giornata
| Bucarest 4 maggio 2019, ore 18:00 | Bucharest Rebels | 26 – 24 referto | Reșița Locomotives | Complex Sportiv Ion Țiriac |

| Târgu Mureș 5 maggio 2019, ore 14:00 | Mures Monsters | 6 – 40 referto | Timișoara 89ers | Teren Fotbal Mureșeni |

#### 4ª giornata
| Timișoara 18 maggio 2019, ore 17:00 | Timișoara 89ers | 34 – 12 referto | Reșița Locomotives | Baza Sportivă Textila |

| Cluj-Napoca 19 maggio 2019, ore 14:00 | Cluj Crusaders | 13 – 56 referto | Bucharest Rebels | Complex Sportiv Clujana |

#### 5ª giornata
| Bucarest 1º giugno 2019, ore 17:00 | Bucharest Rebels | 42 – 0 referto | Mures Monsters | Complex Sportiv Ion Țiriac |

| Reșița 2 giugno 2019, ore 14:00 | Reșița Locomotives | 8 – 19 | Cluj Crusaders | Stadionul Gloria |

### Classifica
La classifica della regular season è la seguente:
- PCT = percentuale di vittorie, G = partite giocate, V = partite vinte,  P = partite perse, PF = punti fatti, PS = punti subiti

| Pos. | Squadra            | PCT  | G | V | N | P | PF  | PS  |
| ---- | ------------------ | ---- | - | - | - | - | --- | --- |
| 1    | Bucharest Rebels   | .750 | 4 | 3 | 0 | 1 | 144 | 66  |
| 2    | Timișoara 89ers    | .750 | 4 | 3 | 0 | 1 | 103 | 59  |
| 3    | Cluj Crusaders     | .750 | 4 | 3 | 0 | 1 | 113 | 64  |
| 4    | Reșița Locomotives | .250 | 4 | 1 | 0 | 3 | 51  | 79  |
| 5    | Mures Monsters     | .000 | 4 | 0 | 0 | 4 | 6   | 149 |

## Playoff

### Tabellone
|  | Semifinali | Semifinali         | Semifinali |                 |    | X RoBowl         | X RoBowl           | X RoBowl        |  |
|  |            |                    |            |                 |    |                  |                    |                 |  |
|  | 1          | Bucharest Rebels   | 46         |                 |    |                  |                    |                 |  |
|  | 1          | Bucharest Rebels   | 46         |                 |    |                  |                    |                 |  |
|  | 4          | Reșița Locomotives | 6          |                 |    |                  |                    |                 |  |
|  | 4          | Reșița Locomotives | 6          |                 | 1  | Bucharest Rebels | 34                 |                 |  |
|  |            |                    |            |                 | 1  | Bucharest Rebels | 34                 |                 |  |
|  |            |                    | 2          | Timișoara 89ers | 14 |                  |                    |                 |  |
|  | 3          | Cluj Crusaders     | 2          | Timișoara 89ers | 14 | 9                |                    |                 |  |
|  | 3          | Cluj Crusaders     |            |                 |    | 9                |                    |                 |  |
|  | 2          | Timișoara 89ers    | 15         |                 |    | Finale 3º posto  | Finale 3º posto    | Finale 3º posto |  |
|  | 2          | Timișoara 89ers    | 15         |                 |    |                  |                    |                 |  |
|  |            |                    |            |                 |    |                  |                    |                 |  |
|  |            |                    |            |                 |    | 4                | Reșița Locomotives | 0               |  |
|  |            |                    |            |                 |    | 4                | Reșița Locomotives | 0               |  |
|  |            |                    |            |                 |    | 3                | Cluj Crusaders     | 40              |  |

### Semifinali
| 8 giugno 2019 | Bucharest Rebels | 46 – 6 | Reșița Locomotives |  |

| 8 giugno 2019 | Timișoara 89ers | 15 – 9 | Cluj Crusaders |  |

### Finale 3º - 4º posto
| Ghiroda 15 giugno 2019, ore 10:00 | Reșița Locomotives | 0 – 40 referto | Cluj Crusaders | Baza Sportivă Emilian Pavel |

### X RoBowl
| Ghiroda 15 giugno 2019, ore 19:30 | Bucharest Rebels | 34 – 14 referto | Timișoara 89ers | Baza Sportivă Emilian Pavel |

## Verdetti
- Bucharest Rebels Campioni della Romania 2019 (4º titolo)